# Mir Ali Asghar Akbarzada
Mir Ali Asghar Akbarzada ist ein afghanischer Fußballtrainer. 

## Karriere
Akbarzada wurde der erste Trainer der U-23-Nationalmannschaft des Landes, welches nach dem Fall des Taliban-Regimes gegründet wurde. Die Auswahl bestritt bei den Asienspielen 2002 im südkoreanischen Busan ihre ersten Spiele. Am 28. September 2002 bestritt die Mannschaft dann ihr erstes offizielles Länderspiel gegen die Auswahl Irans und verlor mit 0:10. Die beiden folgenden Spiele gegen Katar und Libanon wurden jeweils mit 0:11 verloren und stellen damit bis heute die höchste Niederlage einer U-23-Auswahl Afghanistans.
Dennoch wurde Akbarzada im März 2003 zunächst als neuer Trainer der neuen A-Nationalmannschaft Afghanistans installiert, ehe er einen Monat später durch Ali Askar Lali ersetzt wurde.